# Jeju (woreda)
Pour les articles homonymes, voir Jeju.
Jeju est un woreda du centre de l'Éthiopie situé dans la zone Arsi de la région Oromia. Il a 124 093 habitants en 2007. Son chef-lieu est Arboyé.
Bordé au nord-ouest par la vallée du Grand Rift et l'Awash, Jeju est limitrophe de la zone Misraq Shewa. Il est entouré dans la zone Arsi par les woredas Merti, Guna, Sude, Lude Hitosa et Sire.
Ses principales agglomérations sont Arboyé et Bolo,.
Au recensement national de 2007, le woreda compte 124 093 habitants dont 5 % de citadins avec 5 489 habitants à Arboyé et 1 192 habitants à Bolo. Près de 75 % des habitants du woreda sont musulmans, 24 % sont orthodoxes et 1 % sont protestants.
En 2022, la population du woreda est estimée à 177 990 personnes avec une densité de population de 221 personnes par km2 et 806 km2 de superficie.